# 華彩軟體
華彩軟體（Soft china）為台灣一家電腦軟體零售連鎖店，創辦人賴毓敏，1990年代與2000年代初期曾佔據台灣軟體零售店面第一，但後續經營失敗，2002年倒閉。

## 歷史
1992年，剛大學畢業的赖毓敏正好趕上電腦革命浪潮，看好家用電腦的普及，與三五好友集資新台幣一千萬元創立華彩軟體，初期以企業市場為主，正好趕上企業爭相e化的國際浪潮流行。諸多傳統產業意圖藉用電腦的能力拓展自身競爭力，但對於電腦知識一知半解，也缺乏有可信度的顧問公司。台灣的企業e化市場處於粗放混亂階段。而華彩以較為專業性的形象賣軟體，同時提供技術顧問服務，取信了不少大企業成為客戶；華彩再利用這些客戶實例拓展更多客戶，逐漸做出口碑，例如和信集團便曾是大客戶之一。
華彩軟體最初在台北市中正區重慶南路開設一家軟體專賣店，以「軟體百貨公司」的概念跨足零售市場。當時處於Windows 95、Windows 98的時代，盜版軟體橫行。然而大補帖式的盜版軟體由於性能無保障、來路不明，內容許多並不完整，是一種碰運氣似的軟體獲得管道，通常只在有一些技術解決能力的電腦玩家間流傳。隨著更多一般家庭購買電腦的家庭用戶出現，華彩明亮的書店式店面與售後得到青睞，正版軟體市場不但沒有被盜版擊垮反而開出長紅。之後分店逐步拓展，利潤直線上升，並主打24小時營業和新台幣一千元終身會員卡等模式，打中了許多電腦鑽研發燒友群體的生活方式。

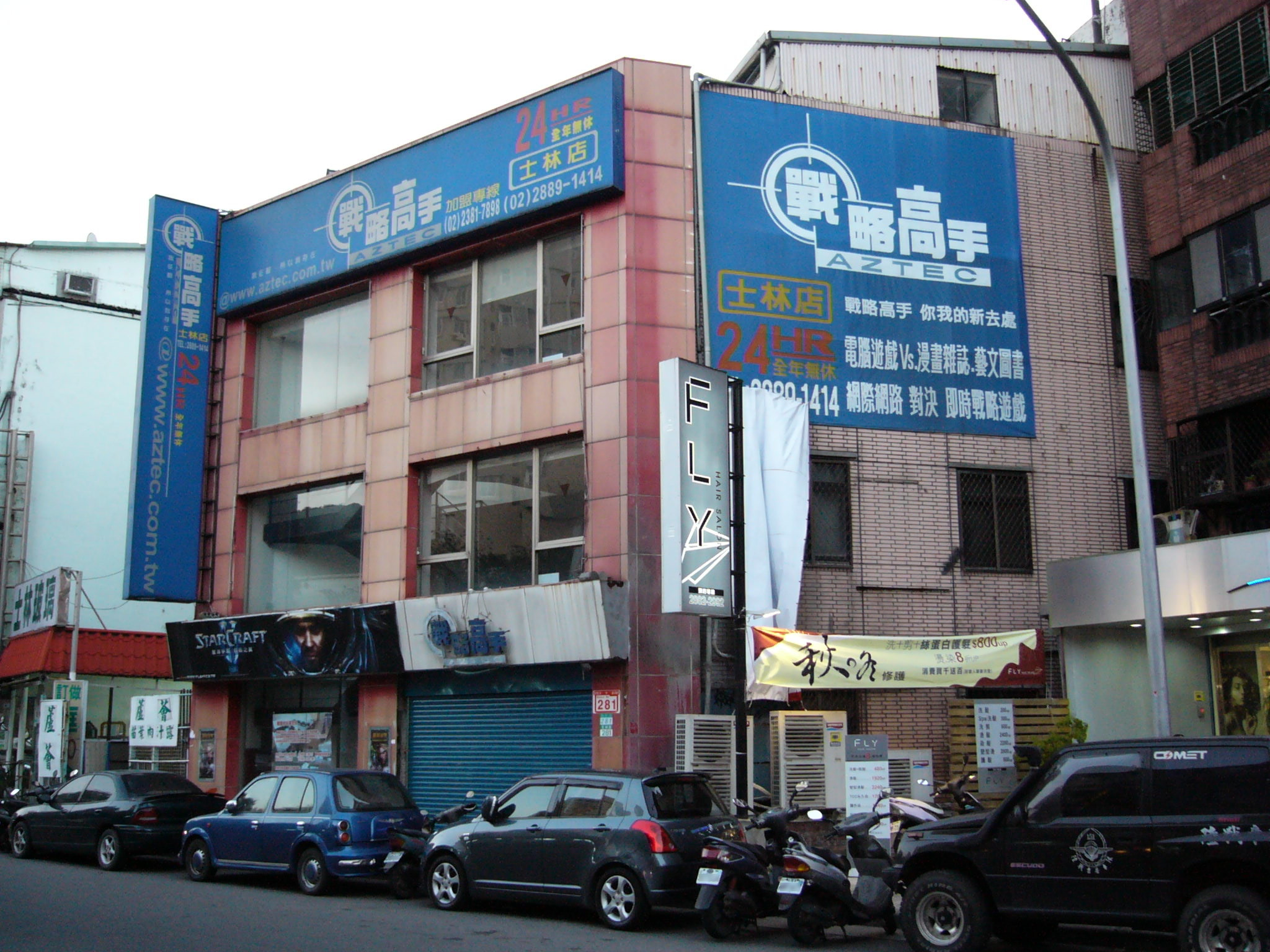
戰略高手士林店

到了2000年，華彩軟體已經有多家台北市精華地段的租賃店面和指標性大樓中的氣派總公司、電腦教育中心，十二家直營店皆有百坪以上，另有上百加盟店，並轉投資「戰略高手」連鎖網咖、線上遊戲製作等當時的前瞻新興行業，並將郵購買賣市場拓展至美國華人圈，併購「軟體潮流」和「遊戲空間」兩大零售商之後，與藍天電腦、日盛證券及台北市電腦公會發起「大中華軟體創投基金」計畫，類似天使投資者打造自製軟體業團隊，並有經濟部中小企業處背書。此時可說是華彩軟體的巔峰。
2000年4月26日，中國電視公司與華彩軟體宣布合組「網路媒體邦聯」，雙方資源共享，預定二年內雙方共同投資12家網路公司，每家網路公司會由華彩持股20%、中視持股30%，以「節目產生網站，網站產生節目」模式製作互動式節目。中視董事長鄭淑敏表示，中視原本打算自行尋找網路人才，但受華彩「當仁不讓」所感動，也為了加快網路化腳步，決定與華彩結盟。華彩董事長賴毓敏表示，華彩將與中視共同建立數位媒體中心，包括新聞數位化、導入CRM系統、提供娛樂服務等，協助中視成為「網路、電視」雙重入口網站霸主。

## 經營危機
然而一年後開始有業內專家提出警告，華彩軟體其實不如外界所想風光，其店面全是以租賃方式在精華地段開業、隨時面臨漲租風險，且電腦書與軟體的利潤並沒有外界想像的高。2001年，台灣微軟似乎注意到了華彩貨款有支付困難以及基礎不穩，開始停止供貨。失去微軟的主力產品，華彩失色不少，也引起業界警覺，開始有供應商不允許用期票支付。
2002年10月3日華彩資金鏈斷裂、爆發跳票，華彩董事長賴毓敏向大股東東元電機董事長黃茂雄與臺灣工業銀行董事長駱錦明提出需要金援的要求，並出示假造的財務報表表明華彩資產還是正數；直到日後新任華彩董事會委託的會計師進駐才發現，財務報表許多內容是偽造作帳混亂，部分資產是屬於虛列、沒有回收可能。赖毓敏歸咎華彩擴充太快，經營階層都是20幾歲青年人、對商場競爭沒有經驗，而轉投資多數虧損、其中電子書是最大敗筆，至於財報造假一事則未正面回答、只推說不清楚。
跳票後，賴毓敏交出華彩軟體印章，由東元電機與台灣工銀委託的外部會計師介入後發現，華彩總借款金額達新台幣21億元，最大筆積欠聯強國際貨款達新台幣1億7000萬元，且前幾年實質虧損達新台幣數十億元，對外公布獲利財報疑似造假，中有資金去向不明；後大股東提起訴訟，控告涉嫌《中華民國刑法》詐欺罪、背信罪。法務部調查局介入調查後發現，賴毓敏與華彩財務長王绪伟、華彩總經理欧文杰等四人用人头公司买卖股票、转投资境外、伪造厂房租约、虚购软件四大方式掏空華彩金額達新台幣30億元以上；賴毓敏並以母亲、太太、子女名義在海外成立假公司，再以華彩資金高價購買這些假公司股票，將錢運往海外；同時在租用店面與裝潢時虛高報費用，差額由親人帳戶私吞洗錢洗走。
起訴數年後，2006年賴毓敏在刑事罪方面選擇認罪換取輕判有期徒刑2年，諸多民事財務官司各起訴人未對外公布解決結果。

## 好萊塢論
華彩軟體倒閉後賴毓敏曾接受《天下雜誌》專訪，最後被問及軟體遊戲業未來展望時，曾用自身失敗例子做出判斷，認為小眾市場遊戲與小開發團隊最終將無法生存，國際巨獸遊戲公司將大者恆大，最終會像好萊塢電影被八大片商寡佔。然而未料到十年後steam、Wegame等網路發行平台興起，網路驗證機制的發明大量杜絕了盜版，且遊戲全以網路下載方式發行，完全沒有了光碟壓片、外盒手冊印刷、店面等成本，獨立遊戲團隊群起，幾乎很少人再去店面買盒裝軟體，影視劇和教學光碟等市場更被影音網站取代，華彩的經營模式即使沒有弊案、持續營業恐也是倒閉一途。賴毓敏的企業家眼光之偏誤在事後成為一大對比。

## 跨業轉投資
- 戰略高手 - 連鎖網咖
- 網際薪傳 - 電腦補習班
- 雷爵資訊 - 網路遊戲《萬王之王》團隊
- 鉅盛資訊 - 企業軟體開發
- 鉅冠資訊 - 電腦圖書
- 聲世紀音樂 - 網路音樂